# Chapelle Fischbach

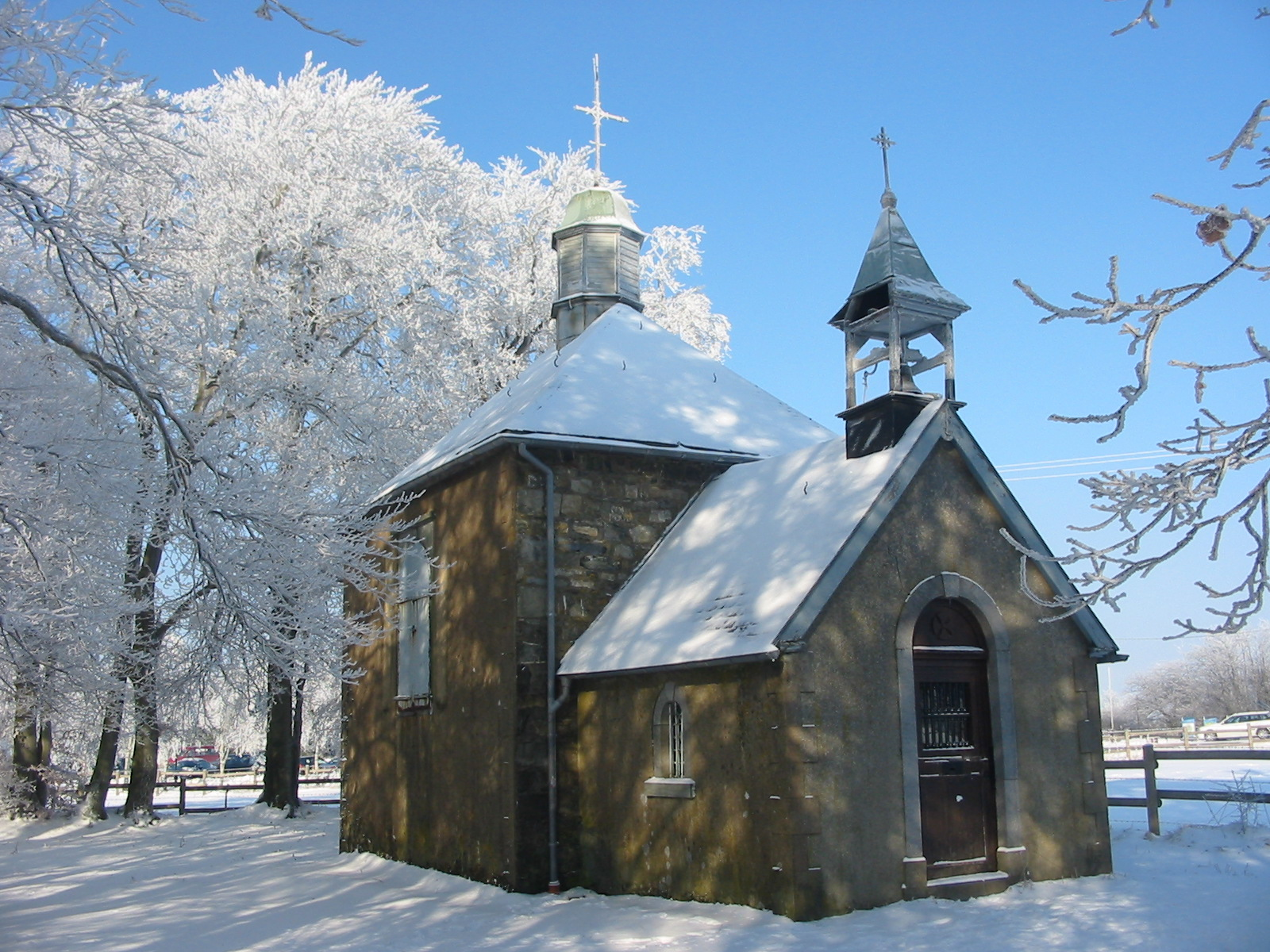
La chapelle Fischbach.

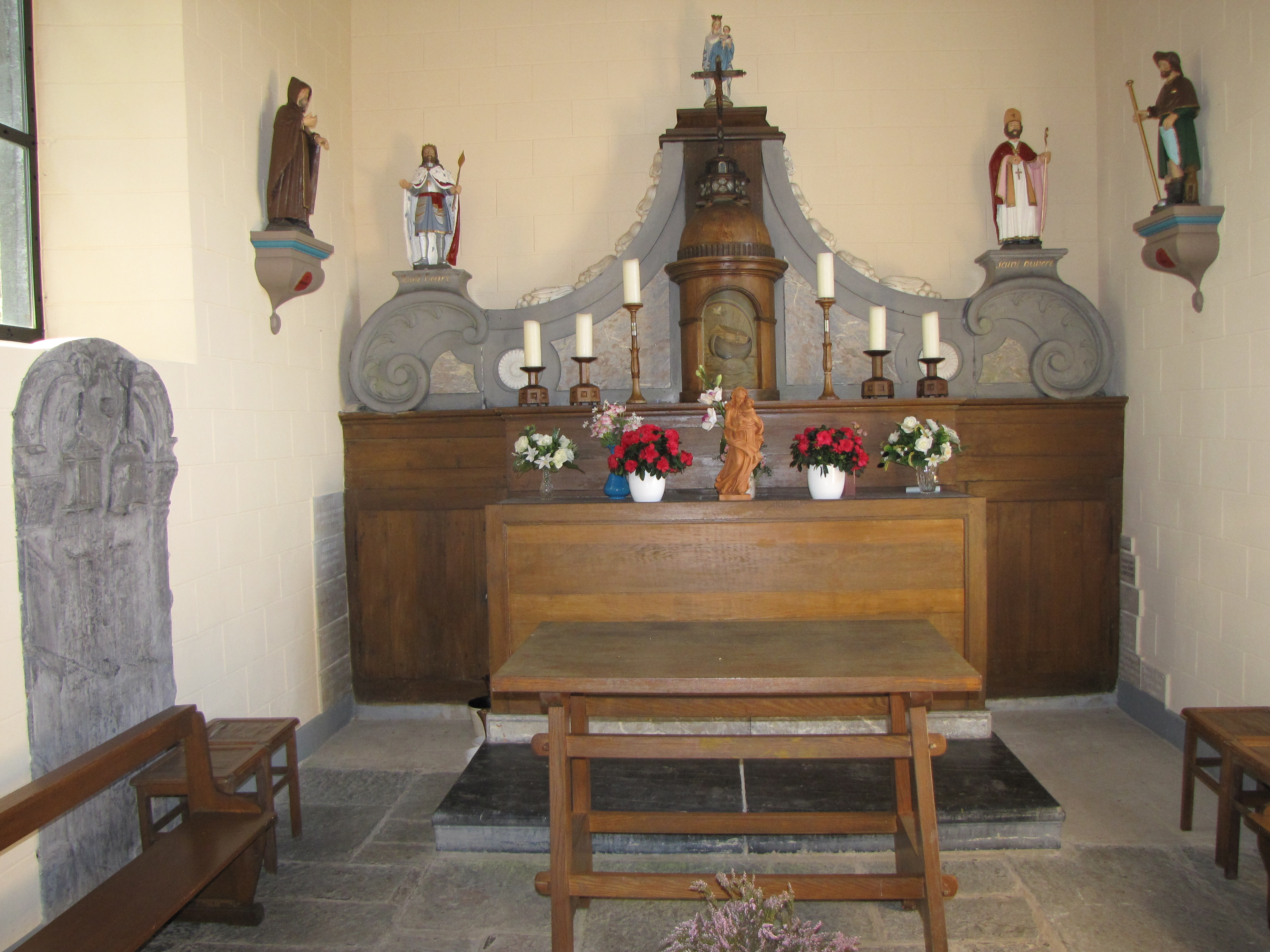
Intérieur de la chapelle.

La chapelle Fischbach est une chapelle isolée des Hautes Fagnes en Belgique, sise à une centaine de mètres de l'auberge de la Baraque Michel et dédiée à Notre-Dame de Bon Secours.

## Histoire
Cette chapelle a été édifiée en 1830-1831, à l'intervention du chevalier Henri-Toussaint Fischbach, industriel de Malmedy (alors en Prusse), né à  Stavelot, en remerciement pour le sauvetage de son beau-père lequel, égaré sur la lande fagnarde vers 1819, aurait été sauvé par le tenancier de la Baraque Michel.

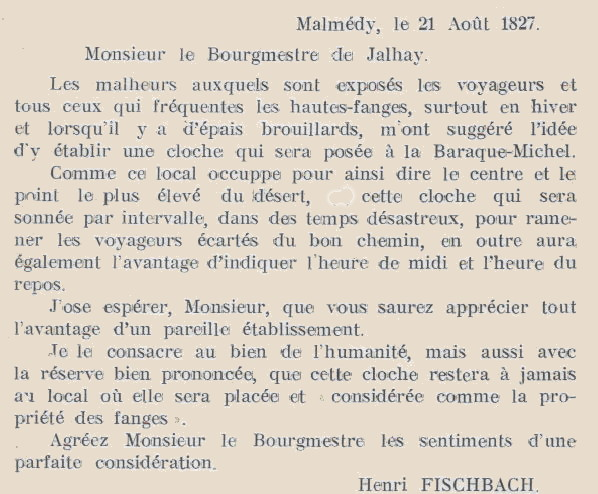
lettre de demande au bourgmestre de Jalhay (1827)

Dès 1827, celui-ci avait obtenu l'autorisation du bourgmestre de Jalhay d'installer une cloche à cette même Baraque Michel.
Cette fondation était aussi et surtout le premier acte de la fondation d'un établissement de cultivateurs, projeté par l'homme d'affaires (d'où le nom de Hameau Fischbach, donné en 1838 par la commune de Jalhay à l'ensemble constitué par la chapelle et par l'auberge); ce projet ne se réalisa pas. En 1885 la chapelle fut agrandie.
La chapelle Fischbach fut longtemps un but de pèlerinage pour les villages des alentours. Chaque année, le 15 août, des pèlerins venus de Jalhay, Sart, Xhoffraix, Hockai, Membach et Goé s’y rendaient en procession.

## Géographie
Située à 674 m. d'altitude, cette chapelle est l'édifice religieux bâti le plus haut en Belgique. Un chemin conduit à la fagne de la Poleûr.
Au moment de la construction, elle était sur la commune de Malmedy, dans le Kreis prussien du même nom. Après la division de Malmedy par l'administration prussienne (1863), elle sera située dans la commune de Bévercé. Sa localisation plus précise: lieu-dit Hèrbôfaye, une partie de la Haute-Fagne réservée traditionnellement à la communauté du hameau de Xhoffraix.

## Source
1. ↑  Cette appellation était une vue de l'esprit du bourgmestre de Jalhay, étant donné que la chapelle était en Prusse, et la Baraque Michel aux Pays Bas (début 1830) puis en Belgique; la frontière passant entre les deux bâtiments.
2. ↑  Description sur le site Medi-Ardenne
3. ↑  http://lampspw.wallonie.be/dgo4/site_thema/index.php/dossier/view/BC_PAT/63049-CLT-0030-01 Fiche des Monuments et Sites de Wallonie.